# Toba (Nova Crnja, Srbija)
Toba (srpski: Тоба, mađarski: Tóba) je naselje u Banatu, u Vojvodini, u sastavu općine Nova Crnja.

## Stanovništvo
Prema popisu stanovništva iz 2002. godine u naselju Toba živi 691 stanovnik, od čega 557 punoljetna stanovnika s prosječnom starosti od 42,4 godina (41,8 kod muškaraca i 43,1 kod žena). U naselju ima 265 domaćinstava, a prosječan broj članova po domaćinstvu je 2,61.
| Etnički sastav 2002. |            |        |
| Narod                | Stanovnika | %      |
| Mađari               | 581        | 84,08% |
| Srbi                 | 37         | 5,35%  |
| Romi                 | 27         | 3,90%  |
| Hrvati               | 3          | 0,43%  |
| Jugoslaveni          | 2          | 0,28%  |
| Crnogorci            | 1          | 0,14%  |
| nepoznato            | 0          | 0,0%   |

| broj stanovnika | 1499  | 1489  | 1401  | 1232  | 1099  | 822   | 691   |
|                 | 1948. | 1953. | 1961. | 1971. | 1981. | 1991. | 2002. |

## Vanjske poveznice
- Karte, udaljenosti i vremenska prognoza